# Walter Grahammer
Walter Grahammer (* 19. August 1953 in Lustenau) ist ein österreichischer Diplomat im Ruhestand. Grahammer war von 2011 bis 2017 ständiger Vertreter Österreichs bei der Europäischen Union und von 2017 bis 2018 Botschafter der Republik Österreich in Frankreich.

## Leben
Walter Grahammer wurde am 19. August 1953 in der Vorarlberger Marktgemeinde Lustenau geboren und wuchs im Bregenzerwald auf. Zunächst studierte Grahammer an der Universität Salzburg die Studienfächer Französisch und Italienisch auf Lehramt, wo er nach Auslandssemestern an den Universitäten Reims und Perugia 1978 seinen Abschluss machte. Im Anschluss daran wurde er Lehrer für Französisch und Italienisch an der Höheren Bundeslehranstalt für Fremdenverkehr in Bad Ischl. Von 1984 bis 1985 unterrichtete er außerdem ein Jahr lang als Deutschlehrer in Saint-Quentin in Frankreich.
1985 wurde Walter Grahammer von der österreichischen Wirtschaftskammer in die Außenhandelsstelle bei der österreichischen Botschaft in Algier (Algerien) entsandt. Nach seiner ersten Tätigkeit im Nahbereich der Diplomatie führte ihn, zurück in Österreich, 1990 seine Berufslaufbahn ins Außenministerium, wo er zunächst bis 1991 direkt im Außenamt arbeitete, ehe er Attaché an der Botschaft in Prag (damals Tschechoslowakei) wurde. Nach einem weiteren Zwischenhalt im Außenamt in Wien wurde er schließlich 1993 zum stellvertretenden Botschafter in Luxemburg ernannt. 1996 erfolgte sein Aufstieg zum bevollmächtigten Vertreter und stellvertretenden Botschaftsleiter in Belgien, wodurch Grahammer erstmals in seiner Karriere nach Brüssel kam. Im Jahr 1999 ging Walter Grahammer erneut zurück ins Wiener Außenamt, wo er Sektionschef wurde. 2003 und 2004 war Walter Grahammer stellvertretender Kabinettschef der damaligen Außenministerin Benita Ferrero-Waldner, anschließend zog es ihn im Oktober 2004 wieder nach Brüssel und er wurde Stellvertreter des Ständigen Vertreters Österreichs bei der Europäischen Union.
2010 übernahm Grahammer die Sektionsleitung für Integrations- und wirtschaftspolitische Angelegenheiten sowie EU-Koordination im Außenministerium. Am 11. Jänner 2011 wurde Walter Grahammer als Nachfolger von Hans Dietmar Schweisgut zum Ständigen Vertreter Österreichs bei der Europäischen Union in Brüssel bestellt. Im Jahr 2017 wurde Grahammer österreichischer Botschafter in Frankreich. Von diesem Posten aus trat Walter Grahammer im Sommer 2018 schließlich den Ruhestand an.